# بريندان هاينز
بريندان هاينز (بالإنجليزية: Brendan Hines)‏ مواليد 28 ديسمبر 1976 في بالتيمور، الولايات المتحدة، هو ممثل أمريكي.

## الأعمال

### مسلسلات
- آنجل
- دون أثر
- سجلات ساره كونر
- اكذب علي
- كاسل
- فضيحة
- الجميلة والوحش
- سوتس

## وصلات خارجية
- بريندان هاينز على موقع IMDb (الإنجليزية)
- بريندان هاينز على موقع ألو سيني (الفرنسية)
- بريندان هاينز على موقع قاعدة بيانات الفيلم (الإنجليزية)
- بريندان هاينز على موقع كينوبويسك (الروسية)
- الموقع الرسمي